# Kościół Bożego Ciała w Piechowicach
Kościół Bożego Ciała – rzymskokatolicki kościół filialny należący do parafii św. Antoniego Padewskiego w Piechowicach. Znajduje się w dzielnicy Piastów.

## Historia
Jest to budowla wzniesiona w stylu gotycko-barokowym, wzmiankowana była w 1399 roku. Obecna została wybudowana na początku XVI wieku, przebudowano ją w XVII wieku i remontowano w 1827 i 1960 roku. 

## Architektura
Kościół jest orientowany, salowy, posiada prezbiterium nakryte dwuprzęsłowym sklepieniem krzyżowo-żebrowym. Nawa jest nakryta drewnianym stropem podpartym centralnym słupem z zastrzałami.

## Wyposażenie
We wnętrzu znajdują się: sakramentarium przyścienne w stylu późnogotyckim, kamienna chrzcielnica oraz ambona i stalle w stylu późnorenesansowym pochodzące z około 1602 roku.